# エルク (砲艦)

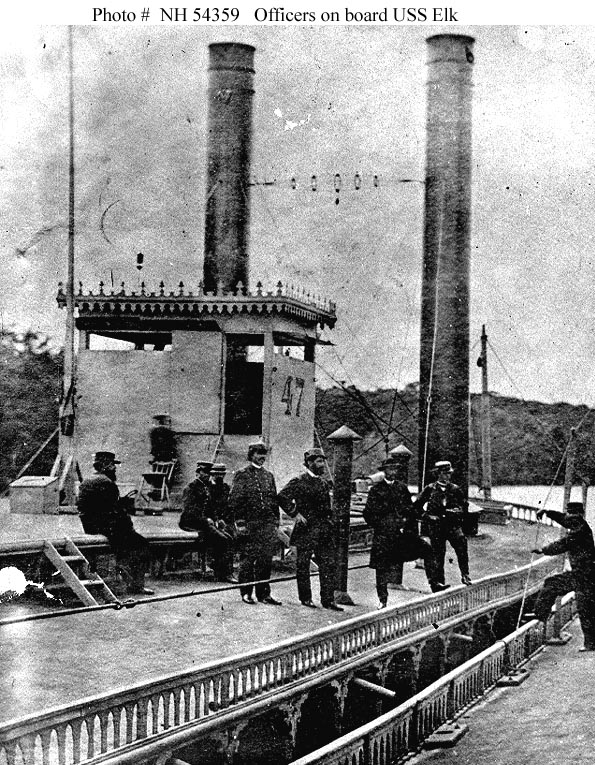
「エルク」

エルク (USS Elk) は南北戦争時のアメリカ合衆国海軍の艦艇。tincladと呼ばれる浅吃水の砲艦の一隻。tincladには番号が振られており、「エルク」は47である。
「エルク」は舷側外輪船で、トン数162トン、長さ156フィート、幅29フィート。または、長さ155フィート、幅31フィート。兵装は32ポンド滑腔砲2門と24ポンド滑腔砲4門であった。
元は1863年秋にシンシナティで建造された「カウンティス (Countess)」で、同年12月8日に29500ドルで購入され、「エルク」と改名されて1864年5月6日にJames H, Gillisの指揮下就役した。
「エルク」は西メキシコ湾封鎖戦隊 (West Gulf Blockading Squadron) に配された。
1864年6月10日、「エルク」（Nicholas Kirby）はパール川河口で綿花を積んだ封鎖突破船「Yankee Doodle」を拿捕した。
10月、「エルク」は、「Conemaugh」、「Fort Gaines」とともにポンチャートレイン湖を渡るランチを建造しているかもしれない敵の捜索を行った。Tchefuncte川などを遡行したりしたが、何も発見されなかった。
12月29日、「エルク」の艦載艇がMandeville付近でウイスキーとアヘンを積んだ小型船を拿捕した。
1865年3月11日、「エルク」と「Meteor」はドッグ川砂州 (Dog River Bar) 後背の敵兵を攻撃した。3月18日と19日には「エルク」はフロリダ州Cedar Pointの敵を攻撃した。
5月25日、モービルの弾薬庫が爆発し大火災が起こると、「エルク」乗員は消火作業に従事した。
1865年8月24日に売却。商船「カウンティス」となり、1868年に沈没した。